# Хришћанска демократија
Хришћанска демократија или демохришћанство је заједнички назив за разноразне политичке идеологије, покрете и странке које настоје да помире хришћанска верска, етичка и друштвена начела с институцијама савремене демократске државе.
Покрети који се називају демохришћанским су настали у другој половини 19. века у Европи као својеврсна реакција на појаву модерне световне државе која је својим либералним секуларизмом представљала изазов дотадашњим конзервативним друштвеним институцијама утемељеним на вери. Демохришћанство се јавило и као реакција на успон социјализма међу радничком класом, која је постајала све бројнија услед индустријске револуције.
Демохришћанске покрете обично карактерише залагање за конзервативна начела у друштвеним питањима (брак, породица), док се у економској сфери залажу за интервенцију државе у смеру отклањања сиромаштва и увођења државе благостања, па њихову идеологију због тога често карактеришу као мешавину хришћанског конзервативизма и социјалдемократије.
Демохришћанске странке се због тога у политичком спектру најчешће везују уз центар, с тиме да се у Латинској Америци сматрају левим, а у Европи десним центром.

## Идеологија
Као и свака политичка идеологија, хришћанска демократија се током времена различито манифестује у различитим земљама.
Хришћанско - демократске странке у Европи су углавном конзервативне. У Латинској Америци пак су више прогресивне и под утицајем теологије ослобођења. Уопштено говорећи, хришћанска демократија није засебна политичка категорија, већ укључује различите елементе других политичких идеологија:
- конзерватизам: традиционалне моралне вредности (очување брака, противљење абортусу, противљење секуларизацији, очување реда и поретка у држави и друштву те одбацивање комунизма;
- либерализам: инсистирање на људским правима и личним слободама појединца;
- социјализам: подржавање заједништва, друштвене солидарности и утицаја државе на тржиште;

Међутим, постоје и разлике према тим истим идеологијама:
- конзерватизам: отвореност за промене и неподржавање друштвеног статуса кво;
- либерализам: одбацивање секуларизма и став да је појединац део заједнице и као такав има дужности према њој;
- социјализам: подржавање тржишне економије и противљење идеји класне борбе (с изузетком следбеника теологије ослобођења).

Хришћанске демократе су најчешће социјално конзервативни и не подржавају право на абортус, легализацију истополних заједница. Позивају се на хришћанску баштину своје земље и народа те радо прихватају хришћанску етику, насупрот либералном и секуларном вредносном систему.
У економским питањима прихватају капитализам и слободно тржиште као економски систем, иако сматрају би економија требало да буде у служби човека. Одговорност државе за друштво им је веома важна, иако ту постоје велике разлике. У последње време неке десно усмерене демохришћанске странке у Европи прихватају економски либерализам, док с друге стране има странака које заговарају гледишта хришћанског социјализма.

## Настанак и развој хришћанске демократије
Хришћанска демократија своје филозофске корене вуче још од Томе Аквинског и његових размишљања о аристотелијанској онтологији и хришћанској традицији. Према њему, људска права су дефинисана као нешто што је људима потребно за нормалан живот. Тако је на пример храна људско право јер се без ње не може живети. Савремени аутори који су обликовали мисао хришћанске демократије су Јозеф Горес, Емануел Муније, Етиен Гилсон и Жак Маритен.
У смислу систематске политичке филозофије рођена је на крају 19. веку, углавном као резултат енциклике Rerum novarum папе Лава XIII, из 1891, у којој је Црква признала радничку беду и сложила се да је потребно нешто предузети око тога, а као одговор на пораст социјалистичког утицаја и синдикалних покрета, након чега почиње организовање и оснивање католичких странака и синдиката. Стајалиште Католичке цркве о радничком питању до краја је заузето енцикликом Quadragesimo Anno папе Пија XI., 1931. хришћанска демократија је отада знатно еволуирала и више није чисто католичка идеологија, иако се заснива на католичком социјалном учењу.
Своје почетке као конкретан политички покрет има у политичком деловању католичких лаика у Пруској, у другој половини 19. века, које се појавило је као одговор на либералне друштвене тенденције. Програм и покрет политичког католицизма јавља се у Немачкој конфедерацији, након Наполеонових ратова, кад су се многи католици нашли у већински протестантским државама. Главни разлог његовог настанка био је покушај канцелара Бизмарка да ограничи утицај Католичке цркве и стави је под контролу државе, прво у Пруској, а онда и у уједињеној Немачкој. Борба која је настала у историји је позната као Културкампф. Главна странка која се појављује у политичком спектру политичког католицизма у Немачкој била је Странка центра, позната као Zentrum  (Центар), првобитно пруска, а касније свенемачка странка. Основана је 1870. и сукобила се с пруском владом током Културкампфа. Касније, у Вајмарској Републици, постаје главна странка немачких католика, окупивши већ раније око себе остале католичке странке у немачким земљама. Међутим од ње се одваја Баварска народна странка (1919), Следећи традицију посебних католичких странака у Баварској, истичући се као конзервативнија и више католичка, залажући се за посебне баварске интересе.
Под утицајем Странке центра настаје у Немачкој и њена протестантска верзија: Хришћанско-социјална народна служба (1929). Све немачке странке су забрањене 1933. По обнови вишестраначја у Немачкој, после Другог светског рата, Странка центра је обновљена, али није повратила своју првобитну важност. Многи њени чланови приступили су новооснованој Хришћанској демократској унији (ЦДУ). Циљ нове странке је да осим католика укључи и протестанте, у заједничку либерално-конзервативну странку. Хришћанска демократија препозната је као неутралан и уједињујући облик деснога конзерватизма, далеко различит од крајње деснице.
У Баварској је пак након рата основана Хришћанско-социјална унија Баварске (ЦСУ), од 1950. Сестринска странка Хришћанске демократске уније, а обе странке у савезном парламенту чине заједничку парламентарну фракцију , тј клуб посланика зван Унија. Обе странке су заједно стварале послератну Немачку.
У Италији је на почетку 20. века настала Италијанска хришћанско-социјална странка, за понтификата Пија XI, такође под утицајем историјских околности и бурних политичких догађаја сукоба Цркве и државе у уједињеној Италији. Имала је много присталица. Материјалну и духовну подршку добијала је од Цркве, аи најважнији и најагилнији активисти били су свештеници. Њен се програм у ширем историјском и политичком контексту темељио на енциклици Rerum novarum, којом је Лав XIII подстакао развој католичког социјалног учења, а тиме и покрета. Као политичка странка учествовала је на италијанским парламентарним изборима 1907. и 1911. Својеврсна наследница била јој је Италијанска народна странка, основан 1919. године, у новим околностима, а која је забрањена у време фашизма. Но већ 1942. Оснива се у тајности, у Милану, нова странка - Хришћанска демократија. Првобитно чланство чинили су бивши чланови Народне странке те политички активни католици који су за време фашизма били организовани у друштвеним организацијама попут Католичке акције и Италијанске универзитетске католичке федерације (Фучи). У послератној Италији имала је значајну улогу.
У Аустрији стаса на прелазу века Хришћанско-социјална партија, претходница данашње Аустријске народне странке.
Хришћанска демократија се изразито шири са демократијом у 20. веку, углавном у католичким, али и осталим хришћанским областима у Источној Европи, Русији као и Латинској Америци.

## Хришћанска демократија у протестантским земљама
У протестантским земљама демохришћанске странке су осниване од стране конзервативних протестаната, као реакција на политичку моћ либералних фракција у протестантским црквама. У Холандији, на пример, Антиреволуционарна странка, основана 1879, јавља се као опозиција идејама Француске револуције о народном суверенитету. Странка остаје на становишту да власт долази од Бога, а никако не од народа. Иако касније демохришћанство надилази то мишљење и схвата га у смислу да Бог даје сваком појединцу слободу и право, а да заједништво тих слобода и права чини власт народа, тај се тзв. Берков став каткад називао хришћанска историчност, као приказ историја или слика света, и у то време био је снажна супротност либералним идејама и тенденцијама, које су доминирале у политичком животу, а касније су га следиле Хришћанска историјска странка и Хришћанска историјска унија. Шведске Хришћанске демократе (Хришћанско демократско заједништво) у 20. веку, утемељени на пентекосталној верској традицији, деле сличан поглед на стварност. У позадини таквих настојања се увек крио или ројализам, или теократија, али је касније сукоб у смислу превласти било световне, било духовне власти превладан раздвајањем цркве од државе, док је питање монархизма, барем у Европи, решено консензусом.

## Хришћанска демократија у православним земљама
У Русији су почетком 20. века постојале организације и групе као што су: „Хришћанско демократска партија - Васкрсење“ или „Хришћанско братство борбе“ које никад нису оствариле нарочит утицај.
Познати теолог Сергеј Булгаков, може се назвати претечом руске хришћанске демократије. Он је у царској Русији једно време био посланик као хришћански социјалиста, а своје идеје образложио у књизи „Хришћански социјализам“, нарочито у поглављу о „Савезу хришћанске политике“, у коме говори о покрету који је требало да обједини хришћане различитих конфесија у друштвеном и политичком залагању за слободу човекове личности, слободу речи, договора и социјалну заштиту угрожених слојева.
Историчар и филозоф Георгиј Федотов је писац више чланака који се односе на хришћанску демократију, попут есеја „Основи хришћанске демократије“ писаног и објављеног у Паризу, у часопису „Нова држава Божја“, 1934. године и текста „Република Свете Софије“ 1950. године, штампаног у њујоршком часопису „Народна правда“.
Док је западна идеологија хришћанске демократије формирана као резултат сарадње цркве са политичким покретима, у пост-комунистичкој Русији главни идеолошки извор хришћанско-демократског покрета били су руски филозофи Н. А Берђајев, С. Н Булгаков, П. Струве, Ц Л. Франк Б. Вишеславцев, И. Иљин, Лоски П. Новгородцев, ГП Федотов и други. Почев од касних 1980-их година у Русији су почеле да настају мање организације хришћанско - демократске оријентације : Руски хришћански-демократски покрет (РХДД), Хришћанско-демократски савез – хришћани Русије (ХДС-ХР), Хришћанско- демократски савез Русије (ХДСР), Руско хришћанско- демократска партија (РХДП); Хришћански социјални покрет (ХСД), Сверуски хришћански савез (ВХС). Ове организације, партије, покрети и савези заговарале су отворени расцеп са комунистичком идеологијом државе. Према неким политичким аналитичарима у Русији не постоје услови за појаву масовног хришћанско-демократског покрета. Међу разлозима су: недостатак политичке традиције, недостатак сопствене идеологије, слаба подршке од стране већинске цркве.
Данас, према руском закону, стварање политичких странака на верској основи је забрањено, што значи непостојање легалних хришћанско-демократскох партија.
У Украјини постоји парламентарна партија - Хришћанско-демократска унија Украјине. Идеолошка платформа хришћанских демократа сажета је у „Манифесту хришћанске демократе Украјине“, први пут објављена 2007. године.
У Белорусији је партија под називом Белоруска хришћанска демократија део опозиционог фронта против владавине председника Александра Лукашенка.
У Србији је Демохришћанска странка Србије основана 1997. године. Учествовала је у петооктобарским променама 2000. године као и у раду владе Зорана Ђинђића.
У Румунији je 1990. године основана Хришћанско-демократска национална земљорадничка странка. Ова партија била је једна од првих званично регистрованих партија. Учествовала је у раду румунске владе од 1996—2000. године.
У Грузији је 2008. године формиран Хришћанско-демократски покрет Грузије, који је убрзо постао и парламентарна партија. Овај покрет је као циљ поставио борбу за признање православља као државне религије у Грузији.

## Међународне хришћанско-демократске организације и савези
- Центристичка демократска интернационала (ЦДИ) - светски политички савез хришћанско-демократских странака, окупља Европску народну партију и Хришћанско - демократску организацију Америке
- Хришћанско - демократска организација Америке (ОДЦА) - окупља хришћанско-демократске политичке странке у Латинској Америци
- Европска народна партија (ЕПП) - међународна европска странка која окупља хришћанско-демократске и конзервативне странке
- Европски хришћански политички покрет (ЕЦПМ) - међународна европска странка која окупља хришћанско-демократске странке и невладине организације изван је Центристичке демократске интернационале.

## Хришћанско - демократске странке
- Хришћанска демократија (ДЦ), у Италији (историјска)
- Хришћанско - демократска унија, у Немачкој
- Хришћанско-социјална унија Баварске
- Хришћанско - социјална партија
- Аустријска народна странка
- Хришћанска демократска народна странка Швајцарске
- Хришћанско-демократски апел, у Холандији
- Католичка народна странка (историјска), у Холандији
- Хришћанска унија, у Холандији
- Народни републикански покрет (историјска), у Француској
- Уније демохришћана и центра

## Знамените хришћанске демократе
- Конрад Аденауер, канцелар Немачке 1949-1963.
- Роберт Шуман, некадашњи француски политичар, бивши председник владе, вођа Народног републиканског покрета, европски ујединитељ
- Аћиде де Гаспери, бивши председник италијанске владе и оснивач италијанске Хришћанске демократије.
- Ђулио Андреоти, бивши италијански премијер политичар
- Ангела Меркел, немачка политичарка и канцеларка Немачке
- Хелмут Кол, некадашњи канцелар Немачке